# Medinilla calcicola
Medinilla calcicola är en tvåhjärtbladig växtart som beskrevs av Elmer Drew Merrill. Medinilla calcicola ingår i släktet Medinilla och familjen Melastomataceae. Inga underarter finns listade i Catalogue of Life.